# Ухуа (Куньмин)
Ухуа́ (кит. упр. 五华, пиньинь Wǔhuá) — район городского подчинения городского округа Куньмин провинции Юньнань (КНР). Район назван по находящейся здесь горе Ухуашань.
Район имеет два эксклава, расположенные севернее: один — внутри уезда Фуминь, другой — между уездом Фуминь и районом Паньлун.

## История
В 765 году в этих местах был основан город Тодун, давший начало современному Куньмину.
К моменту вхождения в состав КНР Куньмин делился на много мелких районов. Новые власти стали их постепенно сливать друг с другом, и в итоге в 1956 году в результате реформы административного деления районы № 2 и № 4 были объединены в новый район, получивший название «Ухуа».

## Административное деление
Район делится на 10 уличных комитетов.